# Skokomish törzs

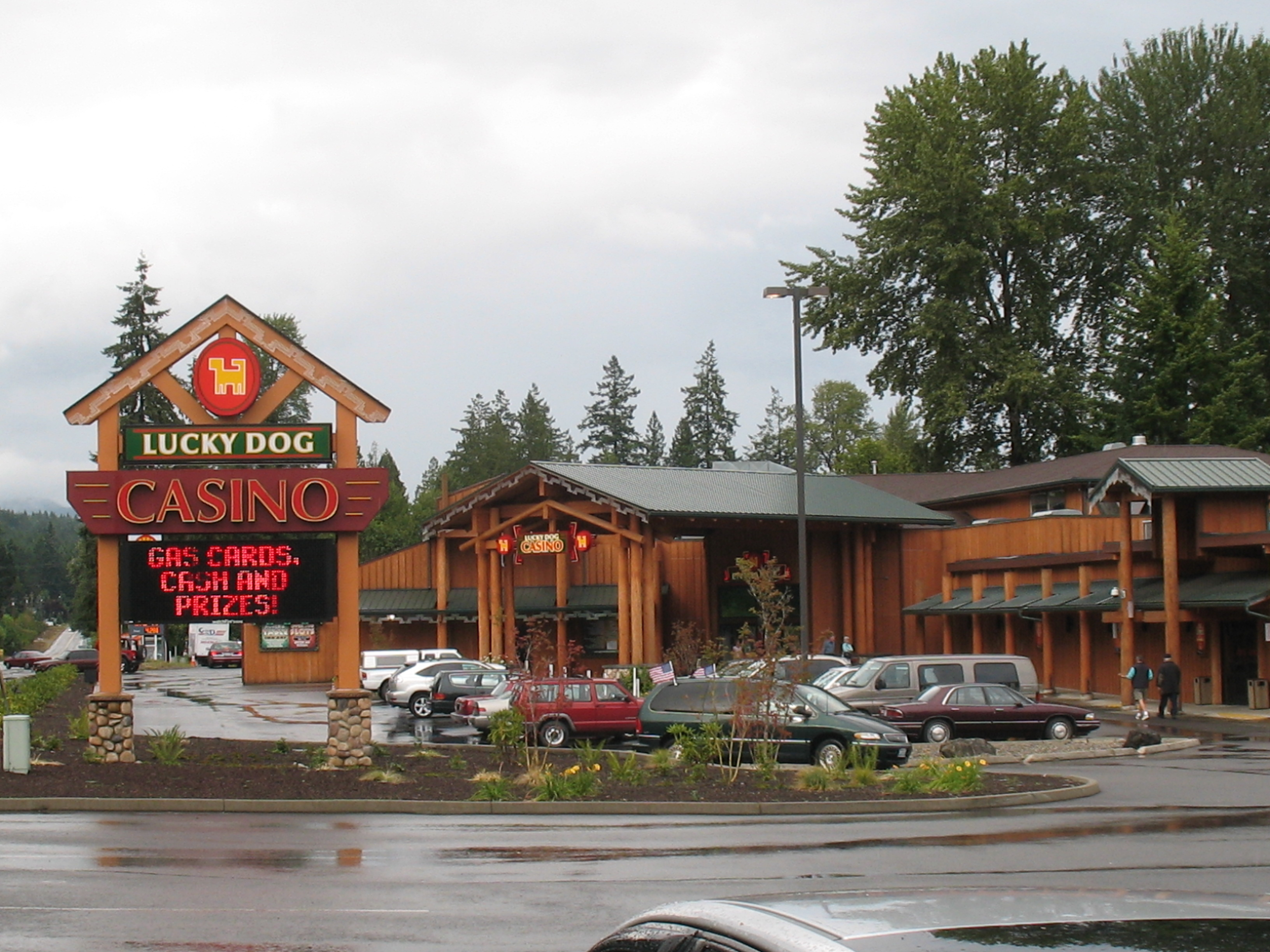
Lucky Dog Casino

A Skokomish indián törzs (hivatalos nevén Skokomish Indián Nemzet) a skokomish, klallam és chimakum indiánokat tömörítő, szövetségileg elismert szervezet. A skokomish a twana népek egyike.
2015 áprilisában a törzs tulajdonába került a Hoodsport közelében fekvő Glen Ayr üdülő.

## Rezervátum
A skokomish indiánok rezervátuma az USA Washington államának Mason megyéjében, Shelton városától északra fekszik. Az 1855-ös egyezményt követően klallam indiánokat is telepítettek ide.

## Közigazgatás
A törzsi tanács az elnök, ügyvezető, ügyvezető-helyettes és titkár mellett négy tagból áll. Az ülések helyszíne a Skokomish településen található törzsi központ.

## Beszélt nyelvek
A skokomish nyelv a twana egy nyelvjárása; az utolsó, a nyelvet folyékonyan beszélő személy 1980-ban hunyt el.

## Fordítás
- Ez a szócikk részben vagy egészben  a   Skokomish Indian Tribe című angol Wikipédia-szócikk ezen változatának fordításán alapul.  Az eredeti cikk szerkesztőit annak laptörténete sorolja fel. Ez a jelzés csupán a megfogalmazás eredetét és a szerzői jogokat jelzi, nem szolgál a cikkben szereplő információk forrásmegjelöléseként.